# 亞納科查湖 (查文德萬塔爾區)
9°31′39″S 77°13′50″W / 9.52750°S 77.23056°W
亞納科查湖（Yanaqucha），是秘魯的湖泊，位於該國北部安卡什大區，由瓦里省的查文德萬塔爾區負責管轄，長0.8公里、寬0.28公里，海拔高度4,314米，最大水深12米。